# Porto Nacional
Porto Nacional là một đô thị thuộc bang Tocantins, Brasil. Đô thị này có diện tích 4464,11 km², dân số năm 2007 là 43682 người, mật độ 10,56 người/km².